# لبراهمة شرقاوة (لبراهمة شرقاوة)
لبراهمة شرقاوة هو دُوَّار يقع بجماعة الشلالات، عمالة المحمدية، جهة الدار البيضاء سطات في المملكة المغربية. ينتمي الدوّار لمشيخة لبراهمة شرقاوة التي تضم دوارين. يقدر عدد سكانه بـ 1884 نسمة حسب الإحصاء الرسمي للسكان والسكنى لسنة 2004.

## روابط خارجية
- البوابة الوطنية للجماعات الترابية نسخة محفوظة 12 مارس 2018 على موقع واي باك مشين.
- المندوبية السامية للتخطيط